# Miguel de la Torre
Miguel de la Torre y Pando, comte de Torrepando, (Bernales 13 décembre 1786 - Madrid 27 mai 1843) est un militaire et homme politique espagnol, ami et lieutenant du général Pablo Morillo.

## Biographie
Il lutta contre l'armée indépendantiste vénézuélienne en défendant Angostura (1817). Il fut vaincu par une armée d'insurgés de Nouvelle-Grenade commandée par Simón Bolívar à la Bataille de Carabobo, le 24 juin 1821. Nommé par la suite Gouverneur de Puerto Rico (1823-1837), il réussit à y étouffer les idées indépendantistes en menant une politique démagogique.
Il se maria avec une parente du Libertador Bolivar, María de la Concepción de Vegas y Rodríguez del Toro.
Il débarqua en Amérique avec l'Expédition pacificatrice de 1815, comme sergent d'infanterie de marine, et atteint rapidement le grade de brigadier (général de brigade). Il combattit sous les ordres du général Pablo Morillo dans les Guerres d'indépendance en Amérique du Sud, et participa aux campagnes contre les insurgés du Venezuela et de Nouvelle-Grenade entre 1815 et 1816. En 1817, il commanda la défense d'Angostura, qu'il dut abandonner. Il est fait mariscal de campo (général de division) en 1820, et succéda à Morillo au commandement suprême de l'armée espagnole après l'Armistice de Trujillo, en novembre de la même année. En 1821, il est mis en déroute par Bolivar à la Bataille de Carabobo. En 1824, il empêcha l'invasion de Puerto Rico par Ducodray, et fut nommé lieutenant-général (général de corps d'armée).
En tant que Gouverneur espagnol de Puerto Rico (1823-1837), Miguel de la Torre établit le gouvernement appelé "des trois B": Baile, Botella y Baraja (litt. "Dance, Bouteille et Baraja" -la baraja est un jeu de carte espagnol). Il disait en effet qu'un peuple qui se divertit ne pense pas à se rebeller.